# Fler (album)
Fler è il quarto album da solista del rapper tedesco Fler. È stato pubblicato nel Marzo del 2009, sulla etichetta Aggro Berlin.

## Tracce
1. Intro – 2:42
2. Check mich aus – 3:17
3. Meine Strasse – 4:03
4. Ewigkeit – 3:13
5. Ich sing nicht mehr für dich (feat. Doreen) – 3:32
6. Macht & Ruhm (feat. Sido) – 3:37
7. Mein Haus – 3:37
8. Usw. – 3:04
9. Gangsta rapper (feat. Shuko, Godsilla & Reason) – 3:35
10. Schulsong – 3:51
11. Rap electroschock (feat. Godsilla) – 3:52
12. Scheiss auf dich (feat. Bass Sultan Hengzt) – 3:00
13. Sag warum !? – 3:50
14. Was ist Peace ??!?! (feat. Godsilla & Sera Finale) – 3:57
15. Ich fick dich – 3:31
16. Ich werde nie vergessen (feat. Beatzarre) – 3:31